# 郭云飞 (1942年)
郭云飞（1942年10月—），男，黑龙江省安达市人，中华人民共和国政治人物、高级工程师。曾任佳木斯市市长、黑龙江省科委第一副主任等职。

## 生平
1966年9月毕业于哈尔滨工业大学。曾任大庆石油化工总厂技术员，齐齐哈尔市劳动局技术员、工程师、副局长。1983年，任中共齐齐哈尔市委常委。1984年1月至1985年1月，担任齐齐哈尔市科学技术委员会主任。1985年3月17日至21日，在齐齐哈尔市第九届人民代表大会第三次会议增补为副市长。1985年5月16日，率领齐齐哈尔市经济代表团访问日本宇都宫市，并就互派留学生、研究生、实习生、举办齐齐哈尔画展、中方向日方赠送丹顶鹤、日方回赠汽车等事宜达成5项协议。
1986年任中共佳木斯市委常委、副市长。1987年4月2日，时任佳木斯市副市长郭云飞与澳大利亚肖尔黑文市代理市长亚历克斯·达林在肖尔黑文市签署两市缔结为友好城市的协议。
1987年12月至1990年2月，担任佳木斯市人民政府市长。之后担任黑龙江省科技委员会副主任、第一副主任，黑龙江省锅炉及压力容器学会副会长，著有《锅炉急修》等。